# Alessandro d'Assia
Alessandro d'Assia, avstrijski general, * 15. julij 1823, † 15. december 1888.